# Ochrotrichia burdicki
Ochrotrichia burdicki är en nattsländeart som beskrevs av Donald G. Denning 1989. Ochrotrichia burdicki ingår i släktet Ochrotrichia och familjen smånattsländor. Inga underarter finns listade i Catalogue of Life.